# Trutnowy
Trutnowy (deutsch Trutenau) ist ein Ort in der polnischen Woiwodschaft Pommern und ein Schulzenamt (Sołectwo) in der Landgemeinde Cedry Wielkie (Groß Zünder) im Powiat Gdański.

## Geographische Lage
Trutnowy liegt im Danziger Werder (Żuławy Gdańskie), 17 Kilometer südwestlich der Stadt Danzig und 20 Kilometer nördlich von Tczew (Dirschau). Durch das Dorf verläuft eine Nebenstraße, die bei Grabiny-Zameczek (Herren- und Mönchgrebin) von der von Pruszcz Gdański (Praust) kommenden Woiwodschaftsstraße 227 abzweigt und bis nach Leszkowy (Letzkau) an der Weichsel/Wisła führt.
Ein Bahnanschluss besteht seit den 1970er Jahren nicht mehr. Trutnowy lag bis dahin an der Bahnstrecke von  Odrzygość (Knüppeldorf) nach Koszwały (Gotteswalde), die seit dem 17. August 1905 von der Westpreußischen Kleinbahnen A.G. gebaut und nach 1945 von der Polnischen Staatsbahn mit der Gdańska Kolej Dojazdowa innerhalb der Żuławska Kolej Dojazdowa noch weiterbetrieben worden war.

## Geschichte

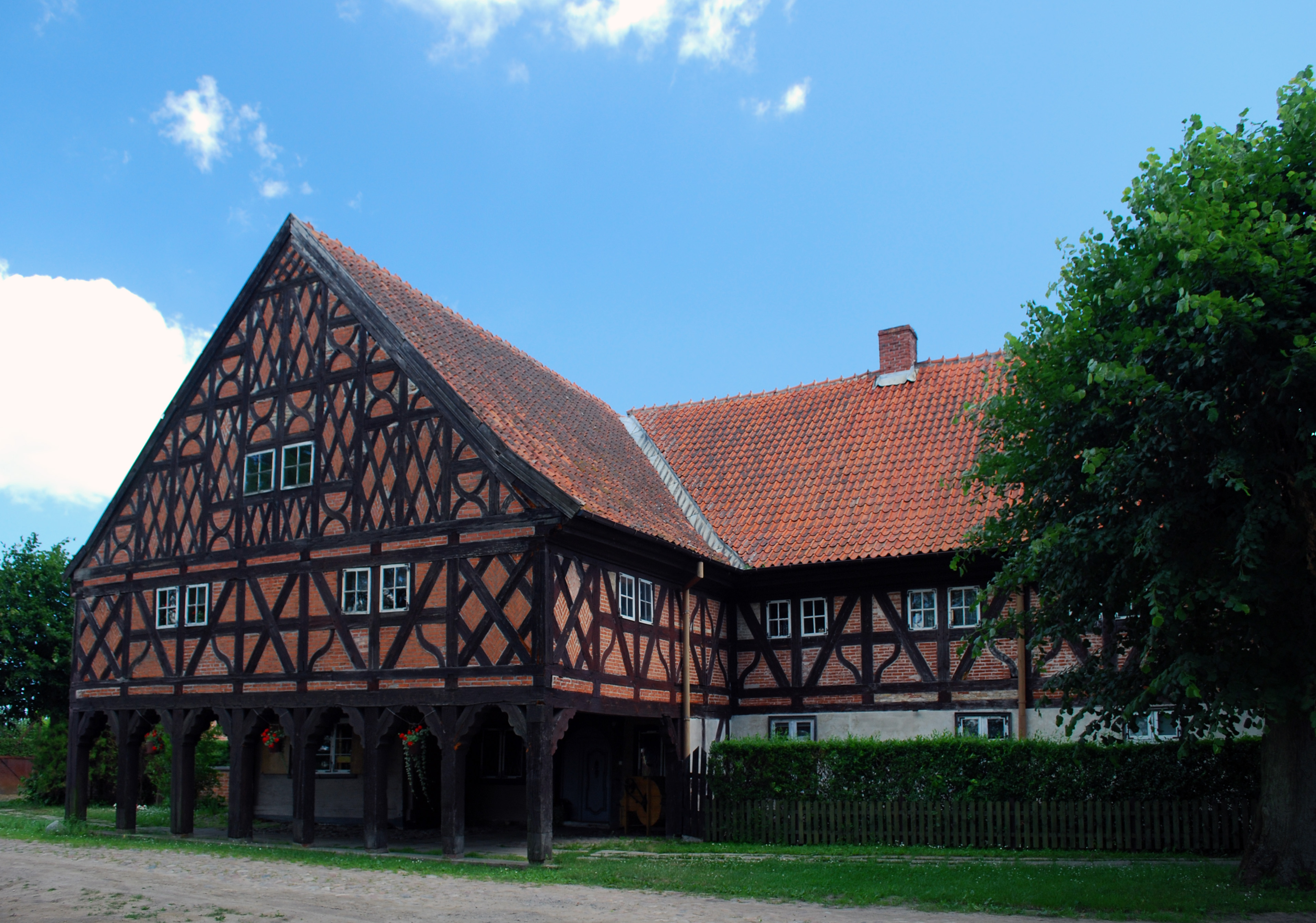
Vorlaubenhaus in Trutnowy (2010)

Das vormalige Trutenau mit dem Ortsteil Trutenauerfeld (polnisch: Żuławka Trutnowska) gehörte bis 1887 zum Landkreis Danzig im Regierungsbezirk Danzig der preußischen Provinz Westpreußen. Von 1887 bis 1939 gehörte es zum Kreis Danziger Niederung, ab 1920 in der Freien Stadt Danzig, und ab 1939 als im Landkreis Danzig des Reichsgaus Danzig-Westpreußen. 1920 war Trutenau Amtsdorf des nach ihm benannten Amtsbezirks, dem fünf Landgemeinden und vier Gutsbezirke angegliedert waren: Grebinerfeld (polnisch: Grabowe Pole), Mönchengrebin (Grabiny-Zameczk), Rostau (Roszkowo), Trutenau und Wossitz (Osice), sowie Bodenbruch (Grabina-Duchowne), Herrengrebin (Grabiny-Zameczk), Mönchgrebin (Grabiny-Zameczk) und Trutenauerfeld (Żuławka Trutnowska). Am 1. April 1936 wurde der Amtsbezirk Trutenau aufgelöst und der neue Amtsbezirk Zugdam (polnisch: Suchy Dąb) errichtet.
Trutenau verzeichnete eine steigende Einwohnerentwicklung: 1905 lebten hier 322, 1910 noch 309, 1929 bereits 581 Menschen im Dorf.
Infolge des Zweiten Weltkrieges kam Trutenau zu Polen und erhielt den polnischen Namen Trutnowy. Das Dorf ist heute ein Schulzenamt der Gmina wiejska (Landgemeinde) Cedry Wielkie (Groß Zünder) im Powiat Gdański der Woiwodschaft Pommern (1975 bis 1998 Woiwodschaft Danzig). Hier leben jetzt mehr als 700 Menschen.

## Kirche

### Kirchengebäude

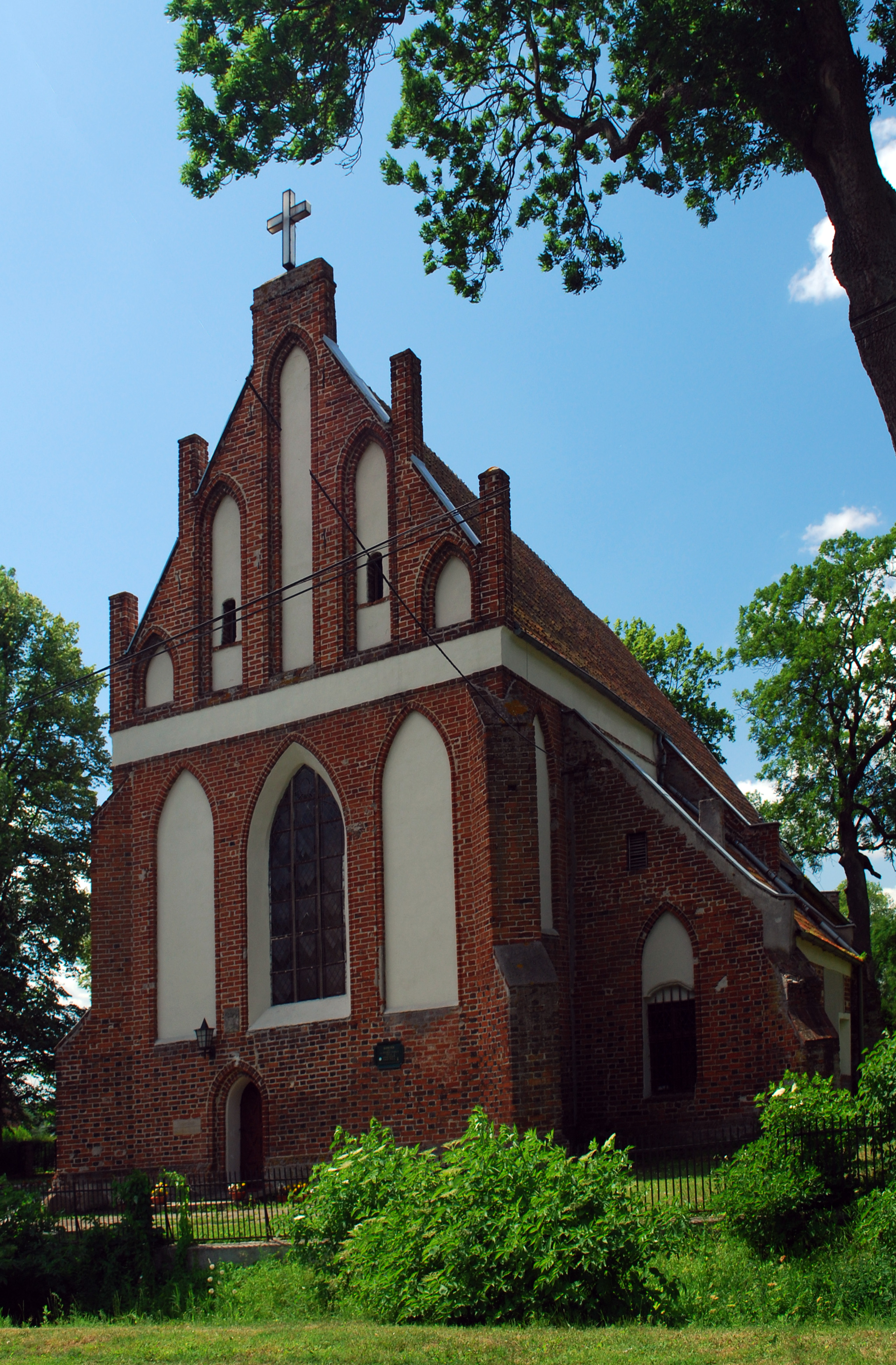
Die Kirche in Trutnowy im Jahre 2010

Die heutige Kościół św. Apostołów Piotra i Pawła (Peter-und-Paul-Kirche) stammt in ihren ältesten Teilen ungefähr von 1340, während der heutige Bau im 15. Jahrhundert entstand. Der Turm wurde später angefügt. Umfassende Restaurierungen im 17. und 18. Jahrhundert sowie nach 1945 veränderten nichts an dem gotischen Charakter des Gotteshauses.
Bei der Innenausstattung sind der Hauptaltar (17. Jahrhundert), die Kanzel (17./18. Jahrhundert) und der Taufstein (18. Jahrhundert) bemerkenswert. Eine der Glocken stammt von 1517 und gehört zu den ältesten ihrer Art in der Region.
Von der Reformation bis 1945 war die Kirche ein evangelisches Gotteshaus, bevor sie dann Eigentum der Katholischen Kirche in Polen wurde.

### Kirchengemeinde
Vor 1945 war der überwiegende Teil der Bevölkerung Trutenaus evangelischer Konfession. Die Kirchengemeinde Trutenau, zu der auch die Kapelle in Herzberg (heute polnisch: Miłocin) gehörte zum Kirchenkreis Danziger Niederung innerhalb der über die Zeit wechselnden regionalen Gliederungen Kirchenprovinz Westpreußen der Kirche der Altpreußischen Union. Die katholischen Kirchenglieder gehörten seit 1928 zur Pfarrei Wotzlaff (heute polnisch: Wocławy), vorher zur Pfarrei Gemlitz (Giemlice).
Seit 1945 sind die Einwohner Trutnowys fast ausnahmslos katholischer Konfession. Die Ortskirche ist jetzt katholische Pfarrkirche innerhalb des Dekanats Żuławy Steblewskie („Stüblauer Werder“) mit Sitz in Giemlice innerhalb des Erzbistums Danzig der Katholischen Kirche in Polen. Hier lebende evangelische Kirchenglieder sind der Pfarrei Gdańsk–Gdynia–Sopot (Danzig–Gdingen–Zoppot) mit Pfarrsitz in Sopot und der Filialkirche in Tczew (Dirschau) zugeordnet. Sie gehört zur Diözese Pommern-Großpolen der Evangelisch-Augsburgischen Kirche in Polen.

### Pfarrer (bis 1945)
In Trutenau amtierten von der Reformation bis 1945 27 evangelische Geistliche:
| - Joachim Stutzki, 1573–1602 - Andreas Chytreus, 1602 - Valentin Kunau, 1602–1607 - David Lytzmann, 1605–1611 - Heinrich Möller, 1607–1640 - Johann Kopke, 1641–1674 - Johann Sartorius, 1674–1691 - Adam Winckler - Gottfried Steinhauer, 1704–1735 - Samuel Schröder, 1735–1742 - Martin Reinhold Hein, 1742–1750 - Johann Theodor Grade, 1750–1754 - Johann Matthias Wagner, 1754–1788 - Jacob Friedrich Karsburg, 1788 | - Johann Kalhofner, 1788–1791 - Samuel Gottlieb Weickhmann, 1791–1803 - Michael Baumann, 1803–1822 - Friedrich Deschner, 1822–1832 - Johann Schwaan, 1832–1860 - Gustav Viktor Siewert, 1860–1869 - Otto Friedrich Wilhelm Schweers, 1869–1884 - Johann Wilhelm Rindfleisch, 1884–1899 - Paul Adolf Schultze, 1899–1901 - Albert Wilhelm Cölestin Grantz, 1902–1909 - Karl Wilhelm Christiani, 1910–1927 - Franz Krüger, 1927–1937 - Bernhard Alester, 1937–1945 |

### Kirchenbücher
Neben anderen kirchenamtlichen und chronistischen Unterlagen haben als Kirchenbücher Trutenaus den Krieg überdauert:
- Taufen der Jahre 1661 bis 1876
- Trauungen der Jahre 1661 bis 1925
- Begräbnisse der Jahre 1675 bis 1880
- Konfirmationen der Jahre 1791 bis 1869.

Sie werden heute aufbewahrt im Evangelischen Zentralarchiv in Berlin-Kreuzberg.